# Параметрит
Параметри́т (лат. parametritis от греч. πᾰρά «около» + μήτρα «матка» + -itis) — изолированное диффузное воспаление параметрия (околоматочной соединительной ткани, клетчатки). 
Рассматривается как форма воспаления тазовых органов. Различают передний, задний и боковой параметрит. Заболевание имеет инфекционную этиологию. В качестве возбудителей могут выступать:
- стрептококк;
- стафилококк;
- кишечная палочка;
- анаэробная инфекция. 
В воспалительный процесс при параметрите вовлекаются лимфатические и кровеносные сосуды.  

## Патогенез
Инфекция может проникнуть при разрывах шейки матки после родов, абортов, выскабливаний, травмах родовых путей, влагалища и т. д. Вначале в клетчатке возникает отек, затем параметрит переходит в следующую стадию - образуются мелкие абсцессы, которые сливаются в большие гнойные полости. Воспаление параметрия может переходить на соседние отделы тазовой клетчатки. Как осложнения встречаются нагноения и перитонеальные прорывы в соседние органы и брюшную полость. 

## Симптоматика
Симптомы при параметрите встречаются разные по типу и степени выраженности. Параметрит может проявляться болями внизу живота, ознобом, недомоганием, повышенной температурой, болезненным мочеиспусканием, затрудненной дефекацией и т. д. При прорыве абсцесса в соседние органы появляются такие симптомы, как учащение дефекации, отделение слизи или отхождение гноя из кишечника, выделение гноя в мочу.